# Тачки 2
«Тачки 2» (англ. Cars 2) — американский компьютерно-анимационный шпионский комедийный фильм 2011 года, снятый студией Pixar Animation Studios для кинокомпании Walt Disney Pictures. Это продолжение мультфильма «Тачки», второй мультфильм во франшизе «Тачки» и 12-й мультфильм студии. Режиссёром фильма стал Джон Лассетер (в его последнем выходе в качестве режиссёра фильма Pixar), сорежиссёром выступил Брэд Льюис, продюсером — Денис Рим, сценаристом — Бен Квин, а авторами сюжета — Лассетер, Льюис и Дэн Фогельман. Главные роли озвучивали Оуэн Уилсон, Ларри-кабельщик, Тони Шалуб, Гуидо Куарони, Бонни Хант и Джон Ратценбергер, повторившие свои роли из первого фильма. Джордж Карлин, который ранее озвучивал Филмора, умер в 2008 году, и его роль была передана Ллойду Шерру. К актёрскому составу присоединились Майкл Кейн, Эмили Мортимер, Джон Туртурро, Эдди Иззард и Томас Кречман. Согласно сюжету, Молния Маккуин и Мэтр отправляются за границу, чтобы принять участие в первом в истории Мировом Гран-при, продвигая новое альтернативное топливо под названием Аллинол, но Мэтр случайно вовлекается в международный шпионаж, который может определить судьбу как его, так и Молнии.
Мультфильм был впервые анонсирован в апреле 2008 года с предварительной датой выхода в 2012 году, которая затем была перенесена на лето 2011 года. Было подтверждено, что Лассетер вернётся в качестве режиссёра, а в июне 2010 года Льюис был назначен сорежиссёром. Сюжет фильма был задуман Лассетером, когда он путешествовал по миру, рекламируя первый фильм. Музыку к фильму написал Майкл Джаккино, песни к фильму записали группа «Weezer», Робби Уильямс, Брэд Пейсли и Бенабар. Это был последний фильм Pixar, анимированный их старой программной системой Marionette, прежде чем она была официально заменена на Presto в 2012 году. С оценочным бюджетом в 200 миллионов долларов мультфильм является одним из самых дорогих фильмов в истории.
Премьера мультфильма состоялась 18 июня 2011 года в театре «Эль-Капитан» в Лос-Анджелесе, 23 июня в СНГ и Австралии и 24 июня в США в форматах Disney Digital 3D и IMAX 3D, а также в обычном формате и IMAX. Фильм получил смешанные отзывы от критиков. Несмотря на смешанные отзывы, мультфильм успешно прошёлся в прокате, заработав более 559 миллионов долларов по всему миру, став десятым кассовым фильмом 2011 года и самым кассовым мультфильмом трилогии «Тачки». Фильм был номинирован за лучший анимационный полнометражный фильм на 69-й церемонии вручения премии «Золотой глобус», но проиграл мультфильму «Приключения Тинтина: Тайна «Единорога»». Продолжение, «Тачки 3», было выпущено 16 июня 2017 года. «Тачки 4» находятся в разработке.

## Сюжет
Мультфильм начинается с видеозаписи, на которой агент британской разведки Леланд Турбо обращается к агенту Макмислу за помощью и высылает ему свои координаты. Также на записи видно, что агента кто-то преследует.  
Финн Макмисл проникает на нефтяную вышку, где должен находится Леланд Турбо. Он успевает сфотографировать излучатель электромагнитного импульса, похожий на камеру. Это устройство разработал бандитский профессор Цундапп, также появившийся на вышке. Узнав, что Леланда Турбо уничтожили, спрессовав в куб, Финн невольно выдаёт себя. Бандиты гонятся за агентом, но тому удаётся спрыгнуть с платформы в океан и уплыть. Злодеи спускают на воду два боевых корабля, которые открывают из пушек огонь по агенту, но Финн уходит под воду, подстроив свою смерть от торпеды.
Молния Маккуин, четырёхкратный чемпион «Кубка поршня», после смерти наставника Дока Хадсона возвращается в Радиатор-Спрингс. Итальянский гонщик формулы, Франческо Бернулли, бросает вызов Маккуину для участия в Мировом гран-при. Его организатор, электромобиль сэр Майлз Карданвал, намерен продвигать своё экологически чистое топливо «Аллинол». Маккуин и его друг Мэтр вместе с Луиджи, Гвидо, Филмором и Сержантом отправляются в Токио на первый этап.
На промоакции Мирового гран-при Мэтр устраивает сцену утечки масла и поедания миски васаби, приняв его за мороженое и тем самым опозорив Маккуина. Пока Мэтр приводит себя в порядок, он случайно останавливает драку между американским шпионом Родом «Конём» Редлайном, с которым Финн Макмисл и его случайная напарница Холли Делюкс пытаются встретиться, и подручными профессора Цундаппа — Грэмом и Эйсером. Род вынужден передать капсулу с важной информацией Мэтру. Позже Редлайн был схвачен Грэмом и Эйсером и убит профессором, который рассказывает, что новое топливо загорается при попадании импульса от камеры-излучателя, которую Финн видел на нефтяной вышке. Холли ошибочно принимает Мэтра за шпиона и вступает с ним в контакт, чтобы сорвать преступный заговор самых неудачных автомобилей в истории, которые, обладая огромными запасами нефти, пытаются сорвать гонки и продемонстрировать опасность «Аллинола». Мэтр ошибочно думает, что она зовёт его на свидание. 
На первой гонке три машины загораются из-за «телекамеры». Маккуин занимает второе место после Бернулли, потому что Мэтр говорил несуразицу в микрофон, случайно попав на радиолинию Холли и пытаясь уехать на свидание с ней. В итоге Маккуин ссорится с ним. Огорчённый Мэтр решает вернуться в Радиатор-Спрингс, оставив Маккуину записку с извинениями. В аэропорту его перехватывает Макмисл. За ним и Мэтром гонятся Грэм и Эйсер с оружием, но героям удаётся улететь с Холли на шпионском самолёте. После поездки в Париж, получив информацию от старого друга Финна, торговца Тумбера, машины отправляются в Италию, Порто-Корса, где проводится следующая гонка. Во время гонки замаскированный Мэтр проникает на собрание профессора Цундаппа и глав преступных мафий — Владимира Багажникова, Виктора Хьюго, Джей Гробли Гремлина и Таббса Пейсера. В это время Грэм и Эйсер направляют камеру на нескольких гонщиков, что приводит к массовой аварии, и в результате Маккуин финиширует первым, а Франческо вторым. Из-за возросших опасений за безопасность Майлз Карданвал отменяет требование использовать своё топливо для финальной гонки, однако Маккуин, не подозревающий ни о чём плохом, решает его использовать и срывает планы бандитов. Посоветовавшись с неизвестным руководителем, профессор говорит, что Маккуин не должен выиграть третий этап и должен погибнуть раньше. Эта новость пугает Мэтра, и он случайно выдаёт себя. Финна, Холли и его берут в плен.
Когда Мэтр приходит в себя, выясняется, что его, Финна и Холли держат внутри часов Биг-Бен, где Мэтр признаётся своим «коллегам», что он не секретный агент, как они думали. Мэтр узнаёт, что камера не сработала на Маккуине, но Грэм и Эйсер говорят ему, что заложили бомбу в пит-стопе, побуждая Мэтра сбежать. Финн и Холли также сбегают, но понимают, что бомба находится в воздушном фильтре Мэтра, и предупреждают его, когда Мэтр уже прибыл в пит-стоп. Маккуин замечает Мэтра и едет ему навстречу, чтобы извиниться.
Понимая, что катастрофа близка, Мэтр пытается отдалиться от друга и объяснить, что они в опасности, но Маккуин не слушает. Он просит прощения за ссору и стремительно нагоняет друга. Бомба, однако, не срабатывает из-за того, что Мэтр и Маккуин оказываются вне зоны действия. Увидев вооружённую электрошокерами Холли, Цундапп, пытающийся активировать бомбу, выпадает в окно и уезжает. В порту Макмисл настигает его, но агента тянет магнитной присоской боевой крейсер Тони Трихалл, работающий на профессора Цундаппа. Финн выпускает из колёс несколько маленьких бомб, которые попадают на магнит и взрываются, убивая Трихалла. Финн выживает и задерживает профессора. Грэм и Эйсер, вооружённые пулемётами, собираются убить Маккуина и Мэтра, но мимо них пролетает Холли и подрезает их своими крыльями, в результате чего оба бандита попадают в пивную, где проливают напитки на посетителей, за что те их жестоко избивают. На бомбе включается таймер. Оказывается, что она оборудована голосовым датчиком, который деактивирует бомбу голосом того, кто её установил. При этом голос Цундаппа он не распознаёт. Приезжают Владимир Багажников, Виктор Хьюго, его личный тягач Иван (под которого в своё время был замаскирован Мэтр), Джей Гробли Гремлин, Таббс Пейсер и их телохранители, вёдер значительно больше, но Финна, Холли, Мэтра и Маккуина спасают прибывшие жители Радиатор-Спрингс, армия и полиция. Всех злодеев обезвреживают.
Мэтр и Маккуин отправляются в Букингемский дворец, где Мэтр рассказывает, что организатором заговора был не кто иной, как сам сэр Майлз Карданвал. Общественность в шоке, но Мэтр твёрдо стоит на своём. Майлз отпирается и в последнюю секунду отключает бомбу. В довершение ко всему, когда Мэтр открывает его капот, выясняется, что он не электромобиль, а простая машина с двигателем внутреннего сгорания (в Японии утечка масла произошла у Майлза, а не у Мэтра, который был рядом), совпадающим с двигателем организатора заговора (фото было передано Родом), а «Аллинол» оказывается обычным бензином. Майлза Карданвала арестовывают. Мэтр получает почётное рыцарство от королевы Великобритании.
Вернувшись в Радиатор-Спрингс, Филмор рассказывает всем, что Сержант поменял топливо Маккуина на биотопливо, и это объясняет, почему камера не сработала. Проводится неофициальная гонка в рамках Мирового гран-при. Мэтр отклоняет приглашение Финна и Холли стать их коллегой, решив остаться в Радиатор-Спрингс, однако агенты позволяют ему оставить реактивный двигатель, так что теперь он может соревноваться с Маккуином, чем и пользуется. Вместе с Маккуином они ускоряются в гонке, в то время как Финн и Холли улетают на новую миссию.
Во время титров показывается путешествие Мэтра и Молнии вокруг света от Великобритании до США.

## Роли озвучивали
- Ларри-кабельщик — Мэтр, эвакуатор с южным акцентом из Радиатор-Спрингс, который вовлекается в шпионаж.
- Оуэн Уилсон — Молния Маккуин, гонщик Кубка Поршня.
- Майкл Кейн — Финн Макмисл, британский шпион, который вместе с Холли помогает Мэтру поймать преступников.
- Эмили Мортимер — Холли Делюкс, молодой британский агент, которая является помощницей Финна.
- Джон Туртурро — Франческо Бернулли, главный гоночный соперник Маккуина из Италии.
- Эдди Иззард — сэр Майлз Карданвал, британский «электромобиль», который создал Аллинол и организовал Мировое Гран-при. Позже выясняется, что он является вдохновителем злой организации «Вёдра».
- Томас Кречман — профессор Цундапп, немецкий автомобиль и помощник Карданвала, который планирует саботировать Мировое Гран-при. Кречман повторил роль в немецком дубляже фильма.
- Джо Мантенья и Питер Джейкобсон — Грэм и Эйсер, приспешники профессора Цундаппа.
- Брюс Кэмпбелл — Род «Торк» Редлайн, американский шпион.
- Тони Шалуб — Луиджи
- Даррелл Уолтрип — Даррелл Картрип
- Гуидо Куарони — Гвидо
- Брент Мусбургер — Брент Мустангбургер
- Джейсон Айзекс:
  - Сиддели, шпионский реактивный самолёт Gulfstream V.
  - Леланд Турбо, британский агент, который отправил видеосообщение Финну и был спресован в куб.
- Дэвид Хоббс — Дэвид Хоббскап. Жак Вильнёв озвучил персонажа во французском дубляже.
- Стэнли Таунсенд:
  - Владимир Трунков
  - Иван
  - Виктор Гюго
- Ллойд Шерр:
  - Филлмор
  - Тони Трихалл, боевой корабль.
- Пол Дули — Сержант
- Мишель Микелис — Томбер
- Сиг Хансен — Крэбби
- Франко Неро — дядя Тополино. Неро повторил роль в итальянском дубляже[5].
- Ванесса Редгрейв:
  - Мама Тополино. В итальянском дубляже персонажа озвучила Софи Лорен[6].
  - Королева. Редгрейв повторила роль в итальянском дубляже[5].
- Бонни Хант — Салли Каррера
- Чич Марин — Рамон
- Дженифер Льюис — Фло
- Майкл Уоллис — Шериф
- Кэтрин Хелмонд — Лиззи
- Джон Ратценбергер — Мак
- Джефф Гарлин — Отиса
- Патрик Уокер — Мел Дорадо
- Льюис Хэмилтон — самого себя
- Велибор Топич — Александр Гюго
- Джон Мэйнье — Дж. Керби Гремлин
- Брэд Льюис — Таббс Пайсер
- Ричард Кайнд — Ван
- Эди Макклёрг — Минни
- Тереза Галлахер — компьютер Мэтра
- Джефф Гордон — Джефф Горветт
- Джон Лассеттер — самого себя

Три актёра озвучивания первого фильма умерли с момента его выхода, что привело к изменениям в ролях их персонажей во втором. Джо Рэнфт, который озвучил Шланга, погиб в автокатастрофе в 2005 году, и поэтому у Шланга роль без слов. Джордж Карлин, который озвучивал Филлмора, умер от сердечной недостаточности в июне 2008 года, поэтому Филлмор был озвучен Ллойдом Шерром (который также озвучивает Тони Трихалла). Пол Ньюман, который озвучивал Дока Хадсона, умер от рака в сентябре 2008 года. После смерти Ньюмана Лассетер сказал, что они «увидят, как пойдет история с Доком Хадсоном». В конце концов, Док был убран, подразумевается, что он умер за несколько лет до событий «Тачек 2».
В международных версиях фильма персонаж Джеффа Горветта заменяется гонщиками, известными в своих конкретных странах своими диалоговыми сценами Марк Уинтерботтом — Фрости в австралийской версии, Фернандо Алонсо в испанской версии, Виталий Петров в российской версии, Ян Нильссон — Флэш в шведской версии, Мемо Розас в латиноамериканской версии и Себастьян Феттель — Себастьян Шнелл в немецкой версии. Горветт по-прежнему выступает в качестве конкурента в течение большей части фильма. В Бразилии Горветта заменяет Карла Ганьяло в его диалоговых сценах (Карла появляется во всех других версиях фильма, но без реплик); Карлу озвучивает бразильская певица Клаудия Лейтте. Спортсмены всё ещё появляются, при этом Льюиса Хэмилтона озвучивает чемпион Формулы-1 Эмерсоном Фиттипальди, а Брент Мустангбургер и Дэвид Хоббскап озвучены спортивными дикторами Хосе Траджано и Лучано до Валье.

## Производство

### Разработка
«Тачки» — второй мультфильм Pixar после «Истории игрушек», который имеет продолжение, а также стал франшизой. Джон Лассетер, режиссёр фильма, заявил, что он задумал сюжет продолжения во время путешествия по миру, продвигая первый фильм. Он сказал:
Я продолжал смотреть, думая: «Что бы сделал Мэтр в этой ситуации, понимаешь?» Я мог бы представить, как он ездит не по той стороне дороги в Великобритании, ездит по большим, гигантским кругам в Париже, на автобане в Германии, имеет дело с мотороллерами в Италии, пытаясь выяснить дорожные знаки в Японии.
В апреле 2008 года Pixar представила свой последний анимационный список, а «Тачки 2» был запланирован на лето 2012 года. Брэд Льюис, который был продюсером мультфильма «Рататуй», был объявлен режиссёром фильма В июне 2010 года было объявлено, что Лассетер был назначен сорежиссёром.
В 2009 году Disney зарегистрировала несколько доменных имён, намекая зрителям, что название и тема фильма будут связаны с «Мировым гран-при».
В ноябре 2010 года был анонсирован синопсис фильма, раскрывающий сюжетную линию шпионских гонок, а также первый взгляд и официальный постер.
В марте 2011 года Джейк Мандевиль-Энтони, бритайский сценарист, подал в суд на Disney и Pixar, как утверждая, за нарушение авторских прав и нарушение подразумеваемого контракта. В своей жалобе он утверждал, что «Тачки» и «Тачки 2» частично основаны на работе, которую он представил в начале 1990-х годов, и он добивался судебного запрета, чтобы остановить выход «Тачек 2», и запросил фактуальный или уставные убытки. 13 мая 2011 года Disney ответила на иск, отрицая «каждый из юридических исков истца в отношении предполагаемого нарушения авторских прав и существенного сходства соответствующих произведений сторон». 27 июля 2011 года иск был отклонён судьёй окружного суда, которая в своём решении написала, что «ответчики в достаточной степени доказали, что соответствующие работы сторон по существу не похожи в своих охраняемых элементах с точки зрения законодательства».

### Кастинг
В ноября 2010 были подтверждены Оуэн Уилсон, Ларри-кабельщик, Майкл Кейн, Эмили Мортимер, Джейсон Айзекс, Джо Мантенья, Питер Джейкобсон, Бонни Хант, Тони Шалуб, Чич Марин и Томас Кречман. С ноября 2010 года по май 2011 года Disney опубликовала информацию о других актёрах озвучивания, в том числе о Дженифер Льюис, Кэтрин Хелмонд, Майкле Уоллисе, Даррелле Уолтрипе, Франко Неро, Ванессе Редгрейв, Брюсе Кэмпбелле, Сиге Хансене, Мишель Микелис, Джеффе Гордоне, Льюисе Хэмилтоне, Бренте Мусбургере, Дэвиде Хоббсе, Джоне Туртурро и Эдди Иззард.

## Саундтрек
| Оценки критиков | Оценки критиков                                                          |
| Источник        | Оценка                                                                   |
| --------------- | ------------------------------------------------------------------------ |
| AllMusic        | 3 из 5 звёзд · 3 из 5 звёзд · 3 из 5 звёзд · 3 из 5 звёзд · 3 из 5 звёзд |
| Filmtracks      | 3 из 5 звёзд · 3 из 5 звёзд · 3 из 5 звёзд · 3 из 5 звёзд · 3 из 5 звёзд |

Саундтрек к мультфильму был выпущен 14 июня 2011 года как на CD, так и для цифровой загрузки. Cars 2 — это четвёртый фильм Pixar, музыка к которому написана Майклом Джаккино, после мультфильма «Суперсемейка», «Рататуй» и «Вверх». Это был также первый и единственный фильм Pixar режиссёра Джона Лассетера, музыка к которому не была написана Рэнди Ньюманом, который написал музыку к первому и третьему фильмам франшизы «Тачки».
В русскоязычной версии фильма заглавную песню «Не нужны советы» исполняет группа «Челси». Трейлер по телевидению сопровождался песней «Shut Up and Drive» в исполнении Рианны.

### Список композиций
Вся музыка написана Майклом Джаккино, кроме отмеченных.
| №                   | Название                                               | Автор(ы)                    | Исполнитель(и)      | Длительность |
| ------------------- | ------------------------------------------------------ | --------------------------- | ------------------- | ------------ |
| 1.                  | «You Might Think» (кавер-версия песни группы The Cars) | Рик Окасек                  | Weezer              | 3:07         |
| 2.                  | «Collision of Worlds»                                  | Робби Уильямс Брэд Пейсли   | Уильямс Пейсли      | 3:36         |
| 3.                  | «Mon Cœur Fait Vroum (My Heart Goes Vroom)»            | Майкл Джаккино Скотт Лангто | Бенабар             | 2:49         |
| 4.                  | «Nobody’s Fool»                                        | Пейсли                      | Пейсли              | 4:17         |
| 5.                  | «Polyrhythm»                                           | Ясутака Наката              | Perfume             | 4:09         |
| 6.                  | «Turbo Transmission»                                   |                             |                     | 0:52         |
| 7.                  | «It’s Finn McMissile!»                                 |                             |                     | 5:54         |
| 8.                  | «Mater the Waiter»                                     |                             |                     | 0:43         |
| 9.                  | «Radiator Reunion»                                     |                             |                     | 1:40         |
| 10.                 | «Cranking Up the Heat»                                 |                             |                     | 1:59         |
| 11.                 | «Towkyo Takeout»                                       |                             |                     | 5:40         |
| 12.                 | «Tarmac the Magnificent»                               |                             |                     | 3:27         |
| 13.                 | «Whose Engine Is This?»                                |                             |                     | 1:22         |
| 14.                 | «History’s Biggest Loser Cars»                         |                             |                     | 2:26         |
| 15.                 | «Mater of Disguise»                                    |                             |                     | 0:48         |
| 16.                 | «Porto Corsa»                                          |                             |                     | 2:55         |
| 17.                 | «The Lemon Pledge»                                     |                             |                     | 2:13         |
| 18.                 | «Mater’s Getaway»                                      |                             |                     | 0:59         |
| 19.                 | «Mater Warns McQueen»                                  |                             |                     | 1:31         |
| 20.                 | «Going to the Backup Plan»                             |                             |                     | 2:24         |
| 21.                 | «Mater’s the Bomb»                                     |                             |                     | 3:17         |
| 22.                 | «Blunder and Lightning»                                |                             |                     | 2:17         |
| 23.                 | «The Other Shoot»                                      |                             |                     | 1:03         |
| 24.                 | «Axlerod Exposed»                                      |                             |                     | 2:22         |
| 25.                 | «The Radiator Springs Grand Prix»                      |                             |                     | 1:30         |
| 26.                 | «The Turbomater»                                       |                             |                     | 0:50         |
| Общая длительность: | Общая длительность:                                    | Общая длительность:         | Общая длительность: | 63:24        |

## Компьютерная игра
Компьютерная игра по мотивам мультфильма была разработана студией Avalanche Software и выпущена компанией Disney Interactive Studios для PlayStation 3, Xbox 360, Wii, PC и Nintendo DS 21 июня 2011 года. В версии для PlayStation 3 используется стереоскопический эффект 3D.

## Критика
На вебсайте Rotten Tomatoes фильм имеет 40 % одобрения со средней оценкой 5.50/10 на основе 220 рецензий. Критический консенсус вебсайта гласит: «„Тачки 2“ привлекательны, как и любая продукция Pixar, но всё это великолепие не сможет скрыть ржавое повествование под капотом». На Metacritic фильм имеет 57 баллов из 100, что соответствует статусу «Смешанные или средние отзывы».